# 曼努埃尔·努涅斯·佩雷斯
曼努埃尔·努涅斯·佩雷斯（西班牙語：Manuel Núñez Pérez，1933年10月28日—），西班牙律师、政治人物，曾在卡尔沃-索特洛内阁出任卫生与消费大臣。

## 生平
1933年生于莱昂省贝纳维德斯。毕业于奥维耶多大学法学专业。佛朗哥统治结束后，加入民主中间联盟，当选制宪国会代表。1981年3月，担任西班牙劳动、卫生与社会保障部就业与劳动关系国务秘书。同年12月，担任西班牙卫生与消费大臣。直至1982年12月费利佩·冈萨雷斯上台任命新的内阁大臣。2001年担任西班牙审计法院顾问，不再担任众议院议员。2007年11月12日，当选西班牙审计法院院长。

## 荣誉
- 卡洛斯三世大十字勋章（1982年）[3]
- 天主教伊莎贝尔大十字勋章（2013年）[4]